# Tomis mona
Tomis mona es una especie de araña saltarina del género Tomis, familia Salticidae. Fue descrita científicamente por Bryant en 1947.
Habita en Puerto Rico.